# バセットホルン

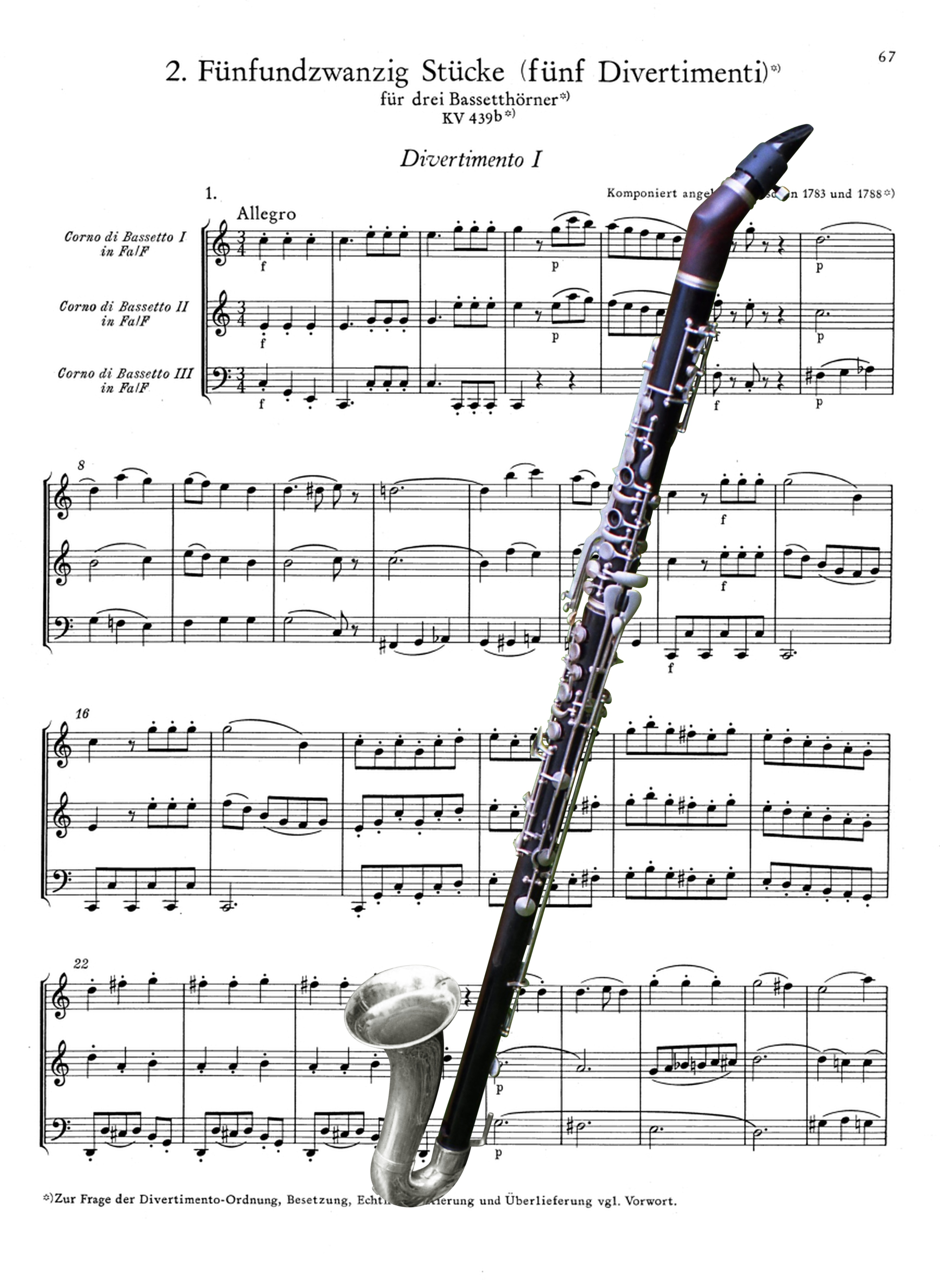
現代のバセットホルン (Richard Müller, Germany)

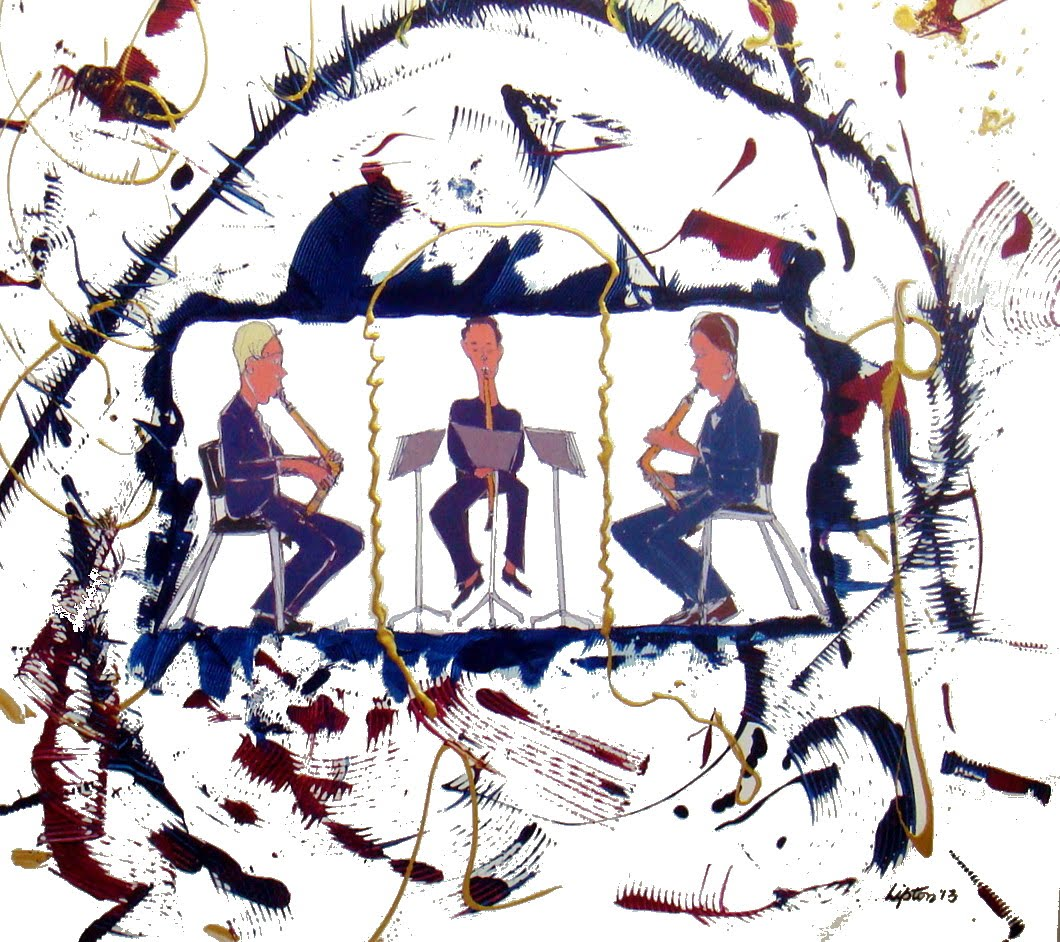
Mozart Divertimento for 3 Basset Horns (Kay Lipton - "Art Informed By Music")

バセットホルン（英: Basset-horn、独: Bassetthorn）は、クラリネット属の古楽器。

## 構造と音色
楽器の構造はシングルリードで円筒管の木管楽器であり、クラリネットのそれに似ている。しかしクラリネットよりも大きく、管体がマウスピース付近で曲がっている（古い時代のものは、楽器の中心部付近で曲がっている）。「ホルン」の名が付いているが、金管楽器であるホルンの仲間ではない。通常、F管の移調楽器であるが、G管やD管のものも存在する。最低音は、通常のクラリネットの最低音が記音ホ（E3）までなのに対し、記音ハ（C3）まで拡張されている。
音色はクラリネットの音色と似ているが、より暗く、輝かしさを欠く。

## 使用楽曲
現在では、この楽器のために書かれたクラシック作品の多くが忘れ去られている。バセットホルン奏者でもあった18世紀のクラリネット奏者アントン・シュタードラーは、この楽器のための楽曲を作るよう、何人かの作曲家に依頼した。その中でも、モーツァルトは最も注目すべき作曲家である。モーツァルトは、セレナーデ第10番変ロ長調K.361『グラン・パルティータ』、『フリーメーソンのための葬送音楽』K.477、『12の二重奏曲 （ゲーゲル・デュオ）ハ長調』K.487(496a)、G管バセットホルンのための協奏曲 K.621b、レクイエムK.626、それにいくつかのオペラと室内楽曲でバセットホルンを用いた。他の作曲家では、カール・シュターミッツが作曲したG管バセットホルンと小オーケストラのための協奏曲がある。この曲は、通常使われているF管のバセットホルンで演奏できるように手直しされた。
19世紀になって、メンデルスゾーンがバセットホルン、クラリネットと弦楽器のための2つの小品（作品113と114、弦楽器の部分はしばしばピアノ編曲で演奏される）を作曲したが、その後はリヒャルト・シュトラウスがオペラ『エレクトラ』、『ばらの騎士』、『カプリッチョ』、その他いくつかの作品で使用するまで使われることはなかった。20世紀後半には、シュトックハウゼンがオペラ『リヒト』（光）やその他の楽曲の中で重要な役割を与えた。しかしながら、今日まで復元されたとは言え この楽器はあまり使われることがない。
現代においては、この楽器の代用としてF管のアルトクラリネットやA管のバセットクラリネット（管の長さが通常のクラリネットとバセットホルンの間）が用いられることがある。

## 現在販売されているバセットホルン
各メーカーからバセットホルンという名称の楽器が販売されているが、その多くはF管のアルトクラリネットに似せ、アルトクラリネット用のマウスピースで演奏する構造である。日本の楽器メーカーでは製造していない。セルマー社はモデル20 - ソプラノクラリネットのマウスピースで演奏する細管。ビュッフェ・クランポン社はプレステージ - アルトクラリネットのマウスピースで演奏する太管。ルブラン社：315S - アルトクラリネットのマウスピースで演奏する太管である。その他、ドイツ・オーストリア系の工房（ヴーリツァー、セゲルケ等）で、ドイツ（エーラー）・システム、ウィーン・アカデミー・システムの楽器が製造・販売されている。